# Мадримов, Исраил Модрахимович
Исраи́л Модрахи́мович Мадри́мов (узб. Israil Madrimov; род. 16 февраля 1995 года, Хива, Узбекистан) — узбекский боксёр, выступающий в первой средней весовой категории. Выступал в турнирах World Series Boxing в составе полупрофессионального боксёрского клуба «Uzbek Tigers» (с англ. — «Узбекские тигры»). Чемпион Азии (2017) и чемпион Азиатских игр (2018). Бывший чемпион мира по версии WBA в первом среднем весе (2024)
Лучшая позиция по рейтингу BoxRec — 3-я (август 2024), и является 1-м среди узбекских боксёров первой средней весовой категории, а по рейтингам основных международных боксёрских организаций занимает: 7-ю строчку рейтинга WBC, 5-ю строчку рейтинга WBA, 8-ю строчку рейтинга WBO — уверенно входя в ТОП-3 лучших боксеров в первом среднем весе.

## Любительская карьера
Серебряный призёр XVIII Летних Азиатских игр 2014 в Инчхоне (Южная Корея), где он в весе до 69 кг проиграл в финале (0—3) действующему чемпиону казахстанцу Данияру Елеусинову.
Победитель XIV Кубка мира по боксу нефтяных стран 2016 памяти Фармана Салманова в Нижневартовске (Россия). В финале в весе до 75 кг уверенно победил россиянина Александра Агафонова. Но на следующий год в ноябре 2017 в том же весе проиграл финал Кубка в упорной борьбе россиянину Андрею Ковальчуку.
Чемпион Кубка Короля Таиланда (Бангкок, апрель 2017), победил в финале кубинца Ослей Иглесиаса Эстраду. В мае стал чемпионом Азии по боксу 2017 в Ташкенте (Узбекистан), победив в финале южнокорейца Ли Донг-Жина. А в ноябре 2017 выиграл Кубок губернатора Санкт-Петербурга, победив в финале россиянина Игоря Иванченко.
В мае 2018 повторно выиграл Кубок губернатора Санкт-Петербурга, победив в финале крымчанина Глеба Бакши. А в июне на Кубке президента Казахстана в Астане победил в четвертьфинале чемпиона Исламиады-2017 Турсынбая Кулахмета, но уступил в полуфинале вице-чемпиону мира — 2017 Абильхану Аманкулу — будущему победителю.
Национальный олимпийский комитет РУ назвал Исраила Мадримова знаменосцем сборной Узбекистана на XVIII летних Азиатских играх в августе 2018 года в Джакарте (Индонезия). И знаменоносец выиграл по очкам (3—2) в финале у казахстанского знаменоносца Абильхана Аманкула и стал чемпионом. После Игр Мадримов ушёл в профессионалы.

## Карьера в профессионалах
Дебют 23-летнего Мадримова на профи-ринге состоялся 24 ноября 2018 в рамках вечера бокса на арене Hard Rock Hotel & Casino в Атлантик Сити (США), где успешно выступили другие узбекские профи Шахрам Гиясов и Муроджон Ахмадалиев. Первым соперником Мадримова в первом среднем весе (до 69 кг) стал 29-летний мексиканец Владимир Эрнандес, которого он победил техническим нокаутом в 6 раунде. Предполагалось, что на кону будет вакантный пояс WBA Inter-Continental, но позже этот статус отменили.
9 марта 2019 во втором бою с 32-летним Фрэнком Рохасом из Венесуэлы Мадримов завоевал пояс WBA Inter-Continental нокаутом во 2-м раунде.
В апреле 2019 выступил в Таиланде на чемпионате Азии среди любителей в ранге действующего чемпиона, но ещё в четвертьфинале проиграл казаху Турсынбаю Кулахмету, который позже и стал чемпионом Азии.
Очередной бой в профи провёл 8 июня 2019 в андеркарде боя Геннадий Головкин — Стив Роллс в Мэдисон-сквер-гарден, Нью-Йорк, США. В 6 раунде техническим нокаутом победил 38-летнего мексиканца Норберто Гонсалеса.

### Чемпионский бой с Курбановым
8 марта 2024 года в Эр-Рияде (Саудовская Аравия) победил нокаутом в 5 раунде Магомеда Курбанова (25-0, 13 КО) и стал новым чемпионом WBA в первом среднем весе. Мадримов с первого раунда завладел инициативой и лучше смотрелся в первых трех раундах. Курабнов активизировался в 4-м, но в уже в 5-м раунде после затяжной атаки узбека, который прижал Курбанова к канатам, рефери остановил бой. Мадримову вручили ключи от автомобиля Chevrolet Tahoe с надписью «Подарок президента».

### Бой с Теренсом Кроуфордом
3 августа 2024 года в Лос-Анджелесе (США) проиграл поднявшемуся в весе бывшему лидеру рейтинга P4P Теренсу Кроуфорду в рамках вечера бокса от Riyad Season. Также на кону боя стоял временный титул чемпиона мира по версии WBO в первом среднем весе. Начало выдалось спокойным, бойцы никуда не спешили, чувствуя важность каждого удара. Первая часть боя с близкими стартовыми раундами, где чуть точнее был Кроуфорд, однако 4-5 раунды ушли Мадримову, который подстроился под Теренса и начал создавать проблемы за счет своего стиля. Бой проходил на спокойной волне, но после 6-го раунда оба боксера активизировались. Мадримову удались 7-й и 10-й, но концовка осталась за более свежим Кроуфордом. По итогам 12-ти раундов был выставлен счёт в пользу Кроуфорда: 116—112, 115—113 и 115—113. Мадримов поражение не признал. Статистика ударов от Compubox показала: Кроуфорд нанес 433 удара, его оппонент 275. Кроуфорд был более точен (95-84) за счёт лучшего джеба (40-19). За Мадримовым остались силовые (65-55).

### Бой с Верджилом Ортисом
22 февраля 2025 года в Эр-Рияде вернулся на ринг в поединке против временного чемпиона мира WBC в первом среднем весе Верджила Ортиса-младшего. Начало боя осталось за Мадримовым который сделал ставку на контратакующий бокс, передвижения и удары по корпусу. Ортис же работал первым номером и был агрессором - резал углы и выбрасывал большое количество ударов. Первые раунды боя остались за Мадримовым: он уходил от атак и Ортис не мог плотно попасть. Начиная с 4-й трехминутки Верджил подключил джеб и за следующие раунды выровнял бой. Вторая половина проходила в обоюдоостром боксе с минимальным преимуществом Ортиса. Счёт боя близкий: дважды 115—113 и спорные 117—111. Compubox данные по ударам: джебы: Ортис — 60, Мадримов — 30 (60:30). Силовые удары: Ортис — 106, Мадримов — 97 (106:97)

## Статистика профессиональных боёв
В таблице перечислены результаты всех поединков боксёров.
В каждой строке указан результат поединка. Дополнительно номер поединка обозначен цветом, который обозначает итог поединка. Расшифровка обозначений и цветов представлена в нижеследующей таблице.
| Пример | Расшифровка                     |
| ------ | ------------------------------- |
|        | Победа                          |
|        | Ничья                           |
|        | Поражение                       |
|        | Планируемый поединок            |
|        | Поединок признан несостоявшимся |
| КО     | Нокаут                          |
| ТКО    | Технический нокаут              |
| PTS    | Решение судей (по очкам)        |
| UD     | Единогласное решение судей      |
| MD     | Решение большинства судей       |
| SD     | Раздельное решение судей        |
| RTD    | Отказ от продолжения боя        |
| DQ     | Дисквалификация                 |
| NC     | Поединок признан несостоявшимся |

| 13 поединков, 10 побед (7 нокаутом), 2 поражение, 1 ничья. | 13 поединков, 10 побед (7 нокаутом), 2 поражение, 1 ничья. | 13 поединков, 10 побед (7 нокаутом), 2 поражение, 1 ничья. | 13 поединков, 10 побед (7 нокаутом), 2 поражение, 1 ничья. | 13 поединков, 10 побед (7 нокаутом), 2 поражение, 1 ничья. | 13 поединков, 10 побед (7 нокаутом), 2 поражение, 1 ничья. | 13 поединков, 10 побед (7 нокаутом), 2 поражение, 1 ничья. |
| Бой                                                        | Рекорд                                                     | Дата                                                       | Соперник                                                   | Место боя                                                  | Результат                                                  | Данные о бое |
| ---------------------------------------------------------- | ---------------------------------------------------------- | ---------------------------------------------------------- | ---------------------------------------------------------- | ---------------------------------------------------------- | ---------------------------------------------------------- | --- |
| 13                                                         | 10-2-1                                                     | 22 февраля 2025                                            | Верджил Ортис (23-0)                                       | Kingdom Arena, Эр-Рияд, Саудовская Аравия                  | UD 12                                                      | Защитил титул временного чемпиона мира в 1-м среднем весе по версии WBC (1-я защита Ортиса). Счёт: 117-111 и 115-113 (дважды).                                      |
| 12                                                         | 10-1-1                                                     | 3 августа 2024                                             | Теренс Кроуфорд (41-0)                                     | BMO Stadium, Лос-Анджелес, Калифорния, США                 | UD 12                                                      | Счёт: 116-112, 115-113, 115-113. Бой за титул чемпиона мира по версии WBA (1-я защита Мадримова) и титул временного чемпиона мира по версии WBO в 1-м среднем весе. |
| 11                                                         | 10-0-1                                                     | 8 марта 2024                                               | Магомед Курбанов (25-0)                                    | Kingdom Arena, Эр-Рияд, Саудовская Аравия                  | TKO 5 (12), 2:20                                           | Бой за вакантный титул чемпиона мира по версии WBA в 1-м среднем весе                                                                                               |
| 10                                                         | 9-0-1                                                      | 8 апреля 2023                                              | Рафаэль Игбокве (16-3)                                     | Ford Center at The Star, Фриско США                        | UD 10                                                      | |
| 9                                                          | 9-0                                                        | 9 июля 2022                                                | Мишель Соро (35-3-1)                                       | O2 Арена Лондон Великобритания                             | TD 3 (12), 0:05                                            | |
| 8                                                          | 8-0                                                        | 17 декабря 2021                                            | Мишель Соро (35-2-1)                                       | Hotel Renaissance, Ташкент, Узбекистан                     | TKO 9 (12), 3:00                                           | |
| 7                                                          | 7-0                                                        | 3 апреля 2021                                              | Эммани Каломбо (14-0)                                      | Хумо Арена, Ташкент, Узбекистан                            | UD 10                                                      | |
| 6                                                          | 6-0                                                        | 15 августа 2020                                            | Эрик Уокер (20-2)                                          | Downtown Streets, Талса, США                               | UD 12                                                      | |
| 5                                                          | 5-0                                                        | 29 февраля 2020                                            | Чарли Наварро (29-9)                                       | Downtown Streets, Талса, США                               | TKO 6 (10), 2:24                                           | |
| 4                                                          | 4-0                                                        | 5 октября 2019                                             | Алехандро Баррера (27-5)                                   | Madison Square Garden, Нью-Йорк, США                       | TKO 5 (10), 2:36                                           | Защитил титул WBA Inter-Continental в 1-м среднем весе. |
| 3                                                          | 3-0                                                        | 8 июня 2019                                                | Норберто Гонсалес (24-12)                                  | Мэдисон-сквер-гарден, Нью-Йорк, США                        | TKO 6 (10), 0:49                                           | |
| 2                                                          | 2-0                                                        | 9 марта 2019                                               | Франк Рохас (24-2)                                         | Turning Stone Resort Casino, Верона, Нью-Йорк, США         | KO 2 (10), 1:56                                            | Бой за титул WBA Inter-Continental в 1-м среднем весе. |
| 1                                                          | 1-0                                                        | 24 ноября 2018                                             | Владимир Эрнандес (10-2)                                   | Hard Rock Live Атлантик-Сити, США                          | TKO 6 (10), 1:24                                           | |
| Бой                                                        | Рекорд                                                     | Дата                                                       | Соперник                                                   | Место боя                                                  | Результат                                                  | Данные о бое |